# Irische Republik
Die Irische Republik (irisch: Poblacht na hÉireann oder Saorstát Éireann) war als ein Vorgänger der heutigen, 1949 gegründeten Republik Irland ein revolutionärer Staat, der einseitig von irischen Nationalisten ausgerufen wurde, um die Unabhängigkeit Irlands vom Vereinigten Königreich von Großbritannien und Irland zu erreichen. Die Bemühungen dazu begannen in den 1910er Jahren mit der Absicht, die britische Regierung in Irland zu verdrängen, und standen im Gegensatz zum Ziel der Irish Parliamentary Party, die versuchte, eine autonome Selbstverwaltung innerhalb des Vereinigten Königreichs zu erreichen. Der Irische Unabhängigkeitskrieg von 1919 bis 1921 war ein Krieg zwischen Großbritannien und der Armee dieses revolutionären Staates, der Irish Republican Army (IRA).
Während des Krieges entstanden in der Republik politische Organe, die die Unterstützung der Mehrheit der irischen Bevölkerung hatten. International wurde die Irische Republik aber lediglich vom revolutionären Russland anerkannt, und so kam es, dass der Versuch, die britische Präsenz auf der Insel zu beenden, scheiterte. Obwohl die Republik die ganze Insel umfasste, reichte der Einfluss der Regierung nicht in die von Unionisten dominierten Gebiete im Nordosten (das heutige Nordirland) hinein. Das Ende der Irischen Republik wird mit der Gründung des Irischen Freistaates im Jahr 1922 gleichgesetzt.

## Name
In der englischen Sprache ist der Staat als Irish Republic oder gelegentlich als Republic of Ireland bekannt. Auch in der irischen Sprache gibt es zwei Bezeichnungen: Poblacht na hÉireann und Saorstát Éireann – je nachdem, wie man das Wort Republik ins Irische übersetzt. Poblacht ist das entlehnte und „gälisierte“ Wort Republic aus dem Englischen bzw. res publica aus dem Lateinischen. Saorstát ist eine Zusammensetzung der zwei irischen Wörter saor (frei) und stát (Staat). Eine kleine Abwandlung der letzten Variante, Saorstát na hÉireann, sowie in jüngerer Zeit auch die lateinische Version Respublica Hibernica bezeichnen ebenfalls diesen historischen Staat.
Die Bezeichnung Poblacht na hÉireann ist diejenige, die in der Oster-Proklamation von 1916 steht. Doch in der Unabhängigkeitserklärung und anderen Dokumenten, die 1919 ratifiziert wurden, war Saorstát Éireann der bevorzugte Name. Als 1922 durch den Anglo-Irischen Vertrag der Irische Freistaat geschaffen wurde, nahm dieser ebenfalls Saorstát Éireann als offiziellen irischen Titel an. Da der Freistaat allerdings keine Republik, sondern eine konstitutionelle Monarchie innerhalb des British Empire war, wird seitdem das Wort saorstát nicht mehr als Übersetzung von „Republik“ gebraucht. Als der irische Staat 1949 zur Republik Irland wurde, war der offizielle irische Name daher auch Poblacht na hÉireann.

## Gründung
1916 riefen nationalistische Rebellen während des Osteraufstands die Irische Republik durch die Verlesung der Oster-Proklamation aus. Mit der Verlesung durch Patrick Pearse erklärten sie die Unabhängigkeit und ernannten die Führer des Aufstandes zur „Provisorischen Regierung der Irischen Republik“, bis es möglich sein würde, ein nationales Parlament zu wählen. Doch der Osteraufstand wurde schnell niedergeschlagen und die Rebellen hatten zu dieser Zeit nur geringe Unterstützung innerhalb der Bevölkerung. Ein Zustand, der sich schnell ändern sollte.
Schon bei der Wahl 1918 (in Irland und Großbritannien) erreichten die Kandidaten der radikalen Partei Sinn Féin (unter ihnen viele Teilnehmer des Osteraufstandes) eine große Mehrheit an Sitzen. Anstatt ihre Plätze im Parlament in Westminster einzunehmen, boykottierten sie das britische Parlament, versammelten sich am 21. Januar 1919 im Mansion House (Haus des Bürgermeisters) in Dublin und ratifizierten an diesem Tag (siehe First Dáil) rückwirkend die irische Unabhängigkeitserklärung.
Am selben Tag wurden zwei Mitglieder der Royal Irish Constabulary von den Irish Volunteers nahe Soloheadbeg (Grafschaft Tipperary) getötet, als diese eine Ladung Sprengstoff eskortierten. Dieser Vorfall wurde nicht vom Dáil angeordnet, führte aber dazu, dass die Volunteers die Armee der Republik wurden (Irish Republican Army – IRA). Die Ermordung gilt gleichzeitig als Beginn des Irischen Unabhängigkeitskriegs zwischen der „Irischen Republik“ und Großbritannien.
Die Anführer des Osteraufstands hatten entschieden, eine Republik zu proklamieren. Trotzdem waren einige unter ihnen bereit, den deutschen Prinzen Joachim von Preußen (Sohn von Wilhelm II.) zu fragen, ob er „König von Irland“ werden wolle. In den Jahren nach dem Osteraufstand bildeten sich innerhalb von Sinn Féin zwei Lager: die Monarchisten unter Arthur Griffith, die eine Form der Doppel-Monarchie zwischen Irland und Großbritannien bevorzugten, und den Republikanern unter Éamon de Valera. Im Jahr 1917 konnte hier ein Kompromiss gefunden werden: Es wurde vereinbart, dass die Partei auf kurzer Sicht die Errichtung einer unabhängigen Republik anstrebt und dann bei einer Volksbefragung über die Staatsform entscheiden lässt. Für den Fall einer Monarchie, so wurde vereinbart, dürfe dies aber kein Mitglied der britischen Königsfamilie werden.
Die Entscheidung, im Jahr 1919 eine Republik auszurufen und nicht eine andere Staatsform, war erstaunlich, denn dies bedeutete eine komplette Zurückweisung aller verfassungsmäßigen Bindungen mit Großbritannien und versperrte ursprünglich den Weg zu jeglichem Kompromiss eines autonomen Staates innerhalb des United Kingdom unter der Home Rule von 1914. Das Problem, dass der Nordosten niemals Teil einer irischen Republik werden würde, war bereits zu dieser Zeit bekannt, wurde aber nicht gelöst. Dies führte dazu, dass unter dem Government of Ireland Act 1920 ohne militärische Gegenmaßnahmen der irischen Regierung die Teilung bekräftigt wurde.

## Regierung

Die irische Trikolore war ein beliebtes Symbol unter den Befürwortern der Republik.

Die zentrale Institution der Republik war Dáil Éireann, welches sich als Einkammer-Parlament versammelte. Während der First Dáil aus Mitgliedern bestand, die 1918 gewählt wurden, wurden die zwei folgenden Wahlen, die von der britischen Regierung durchgeführt wurden, von den Nationalisten als Wahlen für den Dáil angesehen. Der Second Dáil (1921) bestand aus gewählten Mitgliedern bei den Wahlen zum nordirischen Parlament und zum vorübergehenden südirischen Parlament. Der Third Dáil wurde 1922 als provisorisches Parlament der 26 Grafschaften gewählt, die später den Irischen Freistaat bilden sollten.
Den militärischen Zweig der Republik nahmen die Irish Volunteers ein, die kurz nach Ausbruch des Unabhängigkeitskrieges in Irish Republican Army umbenannt wurden, um ihren Status als Staatsarmee zu untermauern. Obwohl die Armee theoretisch unter dem Kommando des Dáil stand, besaß sie in Wirklichkeit doch relative Autonomie.
Das Gerichtssystem der Republik bestand aus einem Netzwerk an sog. Dáil courts, verwaltet von IRA-Offizieren, die zuerst parallel zum britischen Gerichtssystem handelten, später diese aber mehr und mehr ablösten.

## Präsident der Republik
Präsident der Republik war der Titel des Staatsoberhauptes des irischen Ministeriums (Aireacht). Er wurde im August 1921 nach Vorgaben der Dáil-Verfassung geschaffen und löste den vorigen Titel des Priomh Aire (oder Präsident des Dáil Éireann) ab. Im Gegensatz zum Vorgängertitel, der lediglich den Kopf der Regierung beinhaltete, war der Präsident der Republik explizites Staatsoberhaupt der Irischen Republik.

### Liste der Präsidenten
- Éamon de Valera: Sinn Féin (August 1921 bis Januar 1922)
- Arthur Griffith: Sinn Féin-Flügel der Vertragsbefürworter (Januar bis August 1922)

Nach dem Rücktritt de Valeras wurde Griffith in dieses Amt gewählt, und obwohl er den vorigen Titel Präsident des Dáil Éireann bevorzugte, änderte er diesbezüglich niemals die Verfassung. Zeitgleich übernahm Michael Collins die parallele Rolle als Vorsitzender der Provisorischen Regierung des durch den Anglo-Irischen Vertrag geschaffenen Staates, die das Vereinigte Königreich im Gegensatz zur Regierung der Irischen Republik anerkannte und deren Bildung Voraussetzung zur Umsetzung des Vertrages war.
- William Thomas Cosgrave: Sinn-Féin-Flügel der Vertragsbefürworter (August bis Dezember 1922)

Nach dem natürlichen Tod von Arthur Griffith und der Ermordung von Michael Collins im August 1922 übernahm Cosgrave beide Ämter bis zum Inkrafttreten der Freistaats-Verfassung im Dezember des Jahres, so dass beide Staaten (Provisorische Regierung und Irische Republik) noch mehr miteinander verschmolzen. Im September 1922 war bei Parlamentsversammlungen nicht mehr eindeutig, ob man sich nun als Dáil oder Provisorisches Parlament versammelte.

## Kampf um Anerkennung
Die Anstrengungen von Präsident de Valera in den USA sowie die des Botschafters Sean T. O’Kelly bei der Friedenskonferenz in Versailles um internationale Anerkennung schlugen fehl, obwohl O’Kelly bereits im April 1919 in Paris und Pat McCartan in Washington, D.C. eine „Botschaft“ der Republik eingerichtet hatte. Trotz großer Unterstützungen von prominenten Amerikanern mit irischer Abstammung weigerte sich der US-Präsident Woodrow Wilson den „Fall Irland“ auf die Tagesordnung der Konferenz zu setzen. Die einzige ausländische Anerkennung erfolgte durch die Russische Sozialistische Föderative Sowjetrepublik unter Lenin, die sich vom Finanzministerium von Michael Collins Geld lieh und dies in zaristischen Kronjuwelen zurückzahlte. Dies war ein kurzer Aufschwung zur sozialistischen Seite innerhalb der republikanischen Bewegung.
Die Irische Republik wurde niemals offiziell von der britischen Regierung anerkannt. 1921 teilte die britische Regierung durch den Government of Ireland Act in Einklang mit den unionistischen Forderungen aus Ulster die irische Insel in zwei Regionen mit eigenen Parlamenten: Südirland und Nordirland. Während sich das nordirische Parlament im Juni erstmals versammelte, weigerten sich die irischen Nationalisten, ein „Südirland“ anzuerkennen.
Als im Dezember 1921 die Republik Abgesandte zu den Friedensverhandlungen mit der britischen Regierung unter David Lloyd George entsandte, bezeichnete das Dáil diese als Generalbevollmächtigte, die unter der Autorität des Präsidenten der Republik handelten. Doch Lloyd George weigerte sich, die Verhandlungen als Gespräche zwischen zwei souveränen Staaten anzusehen, sondern sah die Abgesandten als Repräsentanten der irischen Bevölkerung. Nachdem der Anglo-Irische Vertrag ausgehandelt war, verlangte die britische Regierung sogar, dass der Vertrag von irischer Seite nicht durch das Dáil, sondern durch das südirische Unterhaus ratifiziert werden musste, obwohl die Mitglieder beider Häuser nahezu identisch waren. Während der Übergangszeit zum Irischen Freistaat übertrug die britische Regierung die Staatsgewalt auch an die provisorische irische Regierung und nicht an das Ministeramt der Irischen Republik. Dies war ebenfalls mehr eine Bemühung der britischen Regierung, ihr Gesicht zu wahren, denn beide Ämter waren in der Praxis nahezu identisch.

## Auflösung

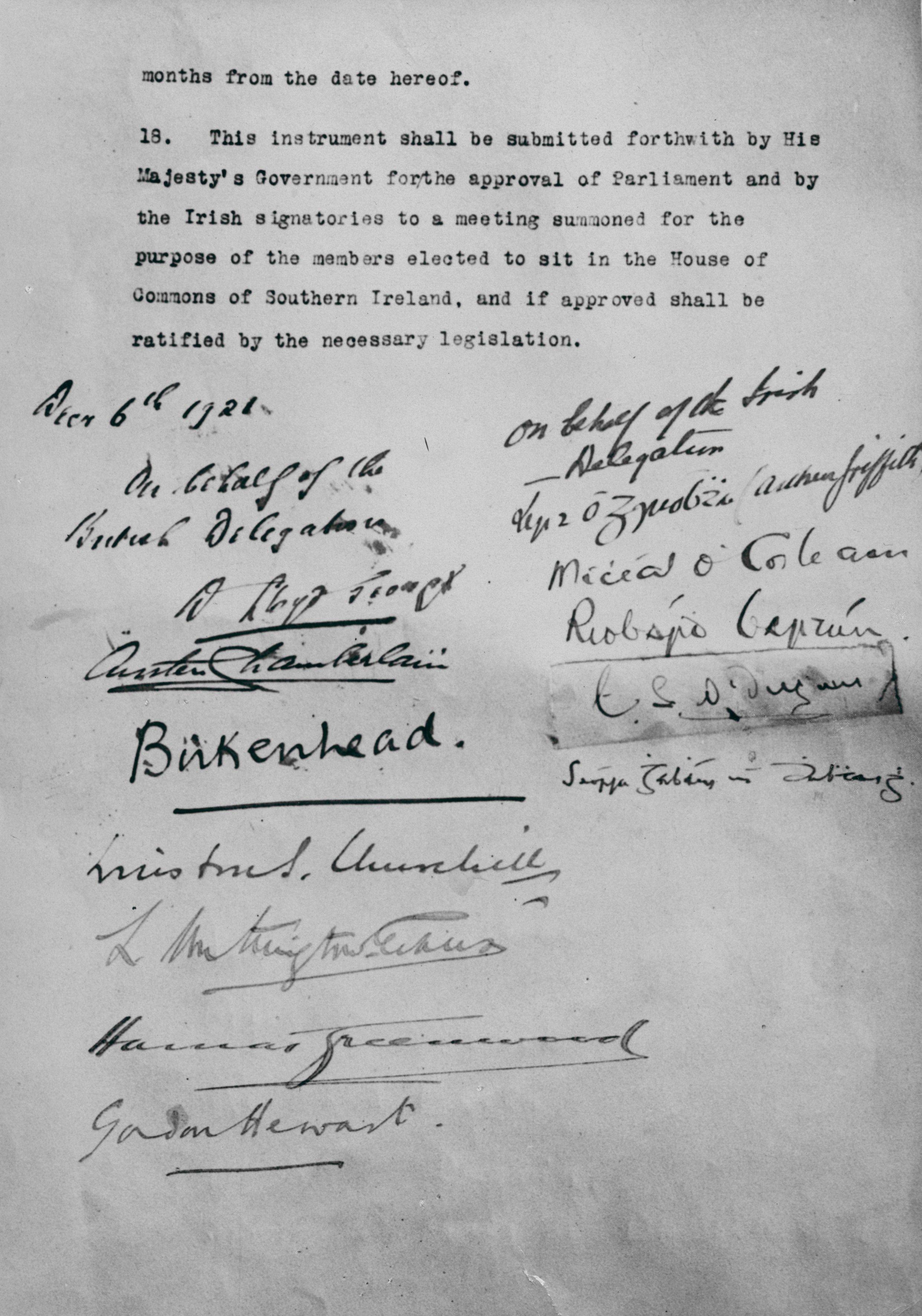
Seite aus dem Anglo-Irischen Vertrag

Mit der Annahme des Anglo-Irischen Vertrags im Dezember 1921 und der Verfassung des Irischen Freistaates im Oktober 1922 stimmte das Dáil der Auflösung der Irischen Republik und deren Ablösung durch die konstitutionelle Monarchie des Freistaates zu. Im Third Dáil, gewählt gemäß den Bedingungen des Anglo-Irischen Vertrags, saßen nur noch Mitglieder, die im Freistaat gewählt wurden, und so wurde das Gebiet der Irischen Republik auf die heutige Größe reduziert.
1922 entstand die Provisorische Regierung. Doch die Irische Republik war noch nicht verschwunden, denn ihre Institutionen agierten weiterhin und parallel zu denen der provisorischen Autorität. Daher hatte der Freistaat für eine Übergangszeit zwei Staatsoberhäupter: Michael Collins als Vorsitzenden der Provisorischen Regierung und Arthur Griffith als Präsidenten der Republik. Erst durch den Tod der beiden Männer wurden beide Ämter im August 1922 in der Person von William Thomas Cosgrave vereint. Am 6. Dezember 1922 trat die Verfassung des Freistaates in Kraft und beendete somit offiziell die Existenz sowohl der provisorischen Regierung als auch die der Irischen Republik.

## Nachlass
Das Ziel derer, die die Irische Republik „erschufen“, war die Etablierung einer de facto unabhängigen Republik, die die ganze irische Insel umfasste. Dies Ziel wurde letztendlich durch die Teilung verfehlt, doch ebnete die Republik den Weg zum Freistaat, aus dem 1949 eine unabhängige, selbständige Republik wurde, die Republik Irland.
In einer Versammlung des Dáil Éireann am 29. April 1997 einigten sich die Führer der Parteien Fianna Fáil (ehemals Vertragsgegner) unter Bertie Ahern und Fine Gael (ehemals Vertragsbefürworter) unter dem Taoiseach John Bruton darauf, dass als Tag der Feierlichkeiten der irischen Unabhängigkeit nicht die Entstehung der Irischen Republik 1919, sondern die Schaffung des Freistaates 1922 als Grundlage dienen soll, da der Freistaat der erste international anerkannte unabhängige Staat war.
Seit dem irischen Bürgerkrieg von 1922 bis 1923 war die Irische Republik ein wichtiges Symbol für radikale Republikaner. Der Bürgerkrieg begann im Juni 1922, als sich sowohl Sinn Féin als auch die IRA innerlich in zwei Lager spalteten: die Pragmatiker, die den Freistaat unterstützten und die Hardliner unter den Republikanern, die gegen den Kompromiss der Abspaltung der 6 nordirischen Grafschaften ankämpften. Vor allem die Vertragsgegner wehrten sich gegen die bestehende Rolle des britischen Königs im Irischen Freistaat. Als das Dáil den Anglo-Irischen Vertrag ratifizierte, verließen die Gegner des Vertrags unter Eamon de Valera die Abstimmung – was die Gründung von Fianna Fáil bedeutete – mit der Aussage, dass das Dáil versucht, die Irische Republik zu zerstören und das sie dazu kein Recht hätten. Nachdem in der folgenden Wahl die Vertragsbefürworter eine Mehrheit erhalten hatten, entgegnete de Valera „dass das Volk nicht falsch entscheiden könne“.